# Bárbara Gatica
Bárbara Gatica (* 16. August 1996 in Santiago) ist eine chilenische Tennisspielerin.

## Karriere
Gatica spielt überwiegend Turniere auf der ITF Women’s World Tennis Tour, wo sie bereits zwei Einzel- und 17 Doppeltitel gewann.
Gatica spielt seit 2015 für die chilenische Fed-Cup-Mannschaft; seitdem wurde sie für 16 Begegnungen nominiert, in denen sie sowohl im Einzel als auch im Doppel eingesetzt wurde. Von bislang 23 Partien konnte sie 13 gewinnen, davon zwei im Einzel und 11 im Doppel.
2022 gab Gatica einen positiven Dopingtest ab und wurde deswegen vorläufig gesperrt. Später wurde sie freigesprochen, weil sie kontaminiertes Fleisch gegessen hatte. Im Dezember 2022 wurde sie für drei Jahre gesperrt, weil sie gegen Bezahlung im Jahr 2016 absichtlich ein Spiel verloren hatte.

## Turniersiege

### Einzel
| Nr. | Datum         | Turnier | Kategorie   | Belag     | Finalgegnerin | Ergebnis  |
| --- | ------------- | ------- | ----------- | --------- | ------------- | --------- |
| 1.  | 7. Mai 2017   | Antalya | ITF $15.000 | Sand      | Amina Anschba | 6:2, 7:5  |
| 2.  | 13. März 2022 | Salinas | ITF W25     | Hartplatz | Suzan Lamens  | 6:4; 7:62 |

### Doppel
| Nr. | Datum              | Turnier             | Kategorie   | Belag     | Partnerin              | Finalgegnerinnen                                  | Ergebnis           |
| --- | ------------------ | ------------------- | ----------- | --------- | ---------------------- | ------------------------------------------------- | ------------------ |
| 1.  | 15. April 2016     | Lins                | ITF $10.000 | Sand      | Stephanie Mariel Petit | Paula Ormaechea Constanza Vega                    | 7:5, 6:3           |
| 2.  | 22. Juli 2016      | Schio               | ITF $10.000 | Sand      | María Herazo González  | Alice Balducci Deborah Chiesa                     | 7:5, 1:6, [10:5]   |
| 3.  | 4. November 2016   | Cúcuta              | ITF $10.000 | Sand      | Daniela Macarena López | María Paulina Pérez Paula Andrea Pérez            | 6:4, 4:6, [10:4]   |
| 4.  | 26. Mai 2017       | Benavídez           | ITF $15.000 | Hartplatz | Stephanie Mariel Petit | Naomi Totka Madison Bourguignon                   | 6:2, 7:61          |
| 5.  | 16. September 2017 | Antalya             | ITF $15.000 | Sand      | Lara Escauriza         | Suzan Lamens Erika Vogelsang                      | 7:5, 6:4           |
| 6.  | 10. November 2017  | Encarnación         | ITF $15.000 | Sand      | Lara Escauriza         | Nathaly Kurata Thaisa Grana Pedretti              | 6:4, 6:4           |
| 7.  | 21. April 2018     | Villa Dolores       | ITF $15.000 | Sand      | Rebeca Pereira         | Victoria Bosio Julieta Lara Estable               | 6:2, 6:4           |
| 8.  | 29. September 2018 | Hilton Head Island  | ITF $15.000 | Sand      | Rebeca Pereira         | Allura Zamarripa Maribella Zamarripa              | 7:62, 3:6, [11:9]  |
| 9.  | 17. November 2018  | Villa del Dique     | ITF $15.000 | Sand      | Rebeca Pereira         | Fernanda Brito Carla Lucero                       | 6:3, 6:3           |
| 10. | 11. Mai 2019       | Tabarka             | ITF W15     | Sand      | Rebeca Pereira         | Eva Vedder Stéphanie Visscher                     | 6:3, 1:6, [10:5]   |
| 11. | 29. Juni 2019      | Perigueux           | ITF W25     | Sand      | Rebeca Pereira         | Maria Fernanda Herazo Gonzalez Diāna Marcinkēviča | 6:4, 6:2           |
| 12. | 28. September 2019 | São Paulo           | ITF W15     | Sand      | Rebeca Pereira         | Eugenia Ganga Thaisa Grana Pedretti               | 6:2, 6:4           |
| 13. | 17. Oktober 2020   | Monastir            | ITF W15     | Hartplatz | Rebeca Pereira         | Weronika Falkowska Lisa Ponomar                   | 3:6, 7:63, [17:15] |
| 14. | 31. Juli 2021      | Grodzisk Mazowiecki | ITF W60     | Sand      | Rebeca Pereira         | Jang Su-jeong Lee Ya-hsuan                        | 6:3, 6:1           |
| 15. | 15. Januar 2022    | Blumenau-Gaspar     | ITF W25     | Sand      | Andrea Gámiz           | Sofia Sewing Eva Vedder                           | 6:4, 6:1           |
| 16. | 6. Februar 2022    | Tucumán             | ITF W25     | Sand      | Rebeca Pereira         | Andrea Gámiz Paula Ormaechea                      | 6:3, 7:5           |
| 17. | 12. März 2022      | Salinas             | ITF W25     | Hartplatz | Rebeca Pereira         | María Herazo González María Paulina Pérez García  | 6:4, 6:0           |
| 18. | 7. Mai 2022        | Prag                | ITF W60     | Sand      | Rebeca Pereira         | Miriam Kolodziejová Jesika Malečková              | 6:4, 6:2           |